# Tomáš Rešl
Tomáš Rešl (též Tomáš Rešel, Tomas Resel; 1520 Jindřichův Hradec – 1562) byl katolický kněz, náboženský spisovatel, editor česko-latinských slovníků, překladatel z latiny a němčiny. Publikoval také pod pseudonymy Rešelius, Tomáš Hradecký, Thomas Reschelius.

## Život
Narodil se v roce 1520 v Jindřichově Hradci. V Jarošově nad Nežárkou působil jako farář.

## Dílo
Do češtiny přeložil Postilu od vídeňského biskupa Fredricha Nausey. Je spoluautorem českého překladu Knihy Jezusa Siracha.  V roce 1560 vydal Latinsko–český slovník Dictionarium latino-bohemicum. 